# Sete Quedas
Sete Quedas é um município brasileiro da região Centro-Oeste, situado no estado de Mato Grosso do Sul.

## Dados históricos
Fundada em 13 de maio de 1980, seu nome provavelmente foi uma homenagem ao Salto de Sete Quedas, situado no Rio Paraná, que foi desintegrado para dar lugar a Hidrelétrica de Itaipu ne mesma época.

## Geografia
O município está situado no sul da região Centro-Oeste do Brasil, a uma latitude 23º58'13" sul e a uma longitude 55º02'08" oeste. Situa-se a 470 km da capital estadual, Campo Grande, e a 1 486 km da capital federal (Brasília).  Ocupa uma superfície de de 825,925 km², representando 0.2313% do Estado, 0.0516% da Região e 0.0097% de todo o território brasileiro. Faz fronteira ao sul com Corpus Christi, no Paraguai, ao norte com o município de Tacuru, ao leste com o município de Japorã e ao oeste com o município de Paranhos. Está a -1 hora com relação a Brasília e -4 com relação a Meridiano de Greenwich.
Está a uma altitude de 407 m. O município de Sete Quedas encontra-se se na Região dos Planaltos Arenítico-Basálticos Interiores, com unidade geomorfológica; Divisores das Sub-Bacias Meridionais. Apresenta Modelados Planos-P, relevo plano, geralmente elaborado por várias fases de retomada erosiva; Modelados de Dissecação – D, com relevos elaborados pela ação fluvial e Modelados de Acumulação Fluvial – Af, área plana resultante de acumulação fluvial sujeita a inundação periódica. A predominância é de solos minerais não hidromórficos, Argissolos bem desenvolvidos, profundos e, geralmente, bem drenados. Variam muito quanto à fertilidade, com textura predominantemente arenosa e média e Gleissolos.
Localiza-se na região de influência do Cerrado. A vegetação revela o domínio da Floresta Estacional Semidecidual, apresentando fisionomias de Cerrado e, devido às ações antrópicas, vem cedendo lugar às atividades agropecuárias, ampliando o domínio da pastagem. Está sob influência da Bacia do Rio da Prata. O rio Iguatemi é afluente pela margem direita do rio Paraná e sua nascente se localiza no município de Aral Moreira; limite entre os municípios de Tacuru e Sete Quedas.

### Clima
Cidade mais fria do estado. Está sob influência do clima subtropical (Cfa) do sul de Mato Grosso do Sul e apresenta índice efetivo de umidade com valores anuais vaiando de 40 a 60%. A precipitação pluviométrica anual varia entre 1.500 a 1.700mm anuais, excedente hídrico anual de 800 a 1.200mm, durante cinco a seis meses e deficiência hídrica de 350 a 500mm, durante quatro meses.
É uma das cidades mais frias de Mato Grosso do Sul devido a três fatores a seguir: Sua latitude/posição sul ao trópico de capricórnio, sua altitude em relação a outros municípios do estado e sua posição em relação à recepção de massas polares vindas da Argentina passando pelas fronteiras paraguaias adicionadas com a umidade advindas do pantanal e da região amazônica, fator ao qual mantém-se sempre mais fresca que as demais cidades do estado. Possível ocorrência de geadas.
Segundo dados da estação meteorológica automática do Instituto Nacional de Meteorologia (INMET) no município, em operação desde junho de 2008, a menor temperatura registrada em Sete Quedas foi −0,1 °C em 18 de julho de 2017 e a maior atingiu 40,6 °C em 30 de outubro de 2019. O menor índice de umidade relativa do ar (URA) foi de 10%, nas tardes dos dias 28 de agosto de 2010, 13 de setembro de 2010, 9 de outubro de 2016 e 9 de setembro de 2018. A rajada de vento mais forte alcançou 25 m/s (90 km/h) em 31 de outubro de 2019.
| Dados climatológicos para Sete Quedas                                                                                         | Dados climatológicos para Sete Quedas | Dados climatológicos para Sete Quedas | Dados climatológicos para Sete Quedas | Dados climatológicos para Sete Quedas | Dados climatológicos para Sete Quedas | Dados climatológicos para Sete Quedas | Dados climatológicos para Sete Quedas | Dados climatológicos para Sete Quedas | Dados climatológicos para Sete Quedas | Dados climatológicos para Sete Quedas | Dados climatológicos para Sete Quedas | Dados climatológicos para Sete Quedas | Dados climatológicos para Sete Quedas |
| Mês | Jan                                   | Fev                                   | Mar                                   | Abr                                   | Mai                                   | Jun                                   | Jul                                   | Ago                                   | Set                                   | Out                                   | Nov                                   | Dez                                   | Ano                                   |
| --- | ------------------------------------- | ------------------------------------- | ------------------------------------- | ------------------------------------- | ------------------------------------- | ------------------------------------- | ------------------------------------- | ------------------------------------- | ------------------------------------- | ------------------------------------- | ------------------------------------- | ------------------------------------- | ------------------------------------- |
| Temperatura máxima recorde (°C)                                                                                               | 37,3                                  | 37,8                                  | 38,4                                  | 36                                    | 32,6                                  | 31,6                                  | 32,5                                  | 35,6                                  | 39,6                                  | 40,6                                  | 37,2                                  | 37,4                                  | 40,6                                  |
| Temperatura máxima média (°C)                                                                                                 | 31                                    | 30,5                                  | 28,7                                  | 26,2                                  | 23,6                                  | 22,6                                  | 24,2                                  | 26                                    | 26,6                                  | 28,7                                  | 30,1                                  | 29,2                                  | 27,3                                  |
| Temperatura média (°C) | 25,4                                  | 25                                    | 23,6                                  | 20,9                                  | 18,2                                  | 16,4                                  | 17,5                                  | 19,2                                  | 20,4                                  | 22,3                                  | 23,8                                  | 23,9                                  | 21,4                                  |
| Temperatura mínima média (°C)                                                                                                 | 19,9                                  | 19,5                                  | 18,5                                  | 15,6                                  | 12,9                                  | 10,3                                  | 10,8                                  | 12,5                                  | 14,2                                  | 15,9                                  | 17,6                                  | 18,7                                  | 15,5                                  |
| Temperatura mínima recorde (°C)                                                                                               | 13,9                                  | 10,2                                  | 9,4                                   | 6,5                                   | 5,4                                   | 0,4                                   | −0,1                                  | 2                                     | 1,9                                   | 9,4                                   | 10,9                                  | 12                                    | −0,1                                  |
| Precipitação (mm) | 148                                   | 150                                   | 131                                   | 134                                   | 130                                   | 102                                   | 87                                    | 76                                    | 126                                   | 180                                   | 188                                   | 188                                   | 1 640                                 |
| Fontes: Climate-data.org (médias) e Instituto Nacional de Meteorologia (INMET) (recordes de temperatura: 03/06/2008-presente) |                                       |                                       |                                       |                                       |                                       |                                       |                                       |                                       |                                       |                                       |                                       |                                       |                                       |

## Demografia
Sua população estimada em 2011 era de 10.768 habitantes.

## Economia
As principais fontes de renda são a pecuária bovina, soja e o cultivo da mandioca.